# Eleições legislativas na Itália em 2022
As eleições legislativas na Itália de 2022 foram realizadas a 25 de setembro para eleger os 400 membros da Câmara dos Deputados e os 200 membros do Senado. 
Estas eleições foram antecipadas em virtude da crise política que eclodiu no verão de 2022, quando o Movimento 5 Estrelas, Liga Norte e Força Itália retiraram o seu apoio ao governo de unidade nacional liderado por Mario Draghi. Como consequência desta situação, o presidente da república Sergio Mattarella dissolveu o parlamento e convocou eleições para setembro, com Draghi a manter-se como primeiro-ministro até à realização do pleito.
Fruto do referendo constitucional realizado em 2020, o tamanho do Parlamento será reduzido em comparação com eleições anteriores. Com as alterações aprovadas no referendo, a Câmara dos Deputados terá 400 membros e o Senado terá 200 membros, uma redução em relação de 630 e 315 membros, respetivamente. A juntar a esta alteração, após aprovação da lei constitucional em 2021, a idade de votação para o Senado foi reduzida dos 25 anos para os 18 anos, o que faz com que esta eleição seja a primeira em que o número de votantes será o mesmo para as duas câmaras.
Nas eleições com a participação mais baixa da história, os resultados deram a vitória à Coligação de Centro-direita liderada pelos Irmãos de Itália, partido radical de direita com raízes neofascistas, conquistando a maioria absoluta na Câmara e no Senado. O partido de Giorgia Meloni obteve 26% dos votos, tornando-se o maior partido do parlamento italiano e, fruto de um acordo pré-eleitoral na coligação de centro-direita, será provavelmente a nova primeira-ministra italiana, sendo a primeira mulher a ocupar tal cargo. Este novo governo de Itália será o governo mais de Direita desde 1945 e o primeiro governo nacionalista em Itália desde da instauração da República.

## Contexto
Nas eleições legislativas de 2018, os resultados deram um parlamento fraturado em três blocos: a coligação de Centro-direita, a coligação de Centro-esquerda e o Movimento 5 Estrelas. Após meses de negociação, o Movimento 5 Estrelas (M5S) formou um governo de coligação com a Liga Norte (LN) com Giuseppe Conte, um político independente nomeado pelo M5S, a ser escolhido para primeiro-ministro, e com a imprensa europeia a descrever esta coligação governativa como o "primeiro governo totalmente populista na Europa Ocidental". A coligação seria marcada por instabilidade, com vários membros do Movimento a saírem do partido e por uma forte rivalidade entre Conte e Matteo Salvini, líder da Liga Norte. Após as eleições europeias de 2019, que deram uma vitória histórica à Liga, Salvini apresentou uma moção de censura contra o governo, rompendo a coligação com o M5S e com Conte a acusá-lo de "ter causado uma crise política para servir os seus interesses pessoais."
Após o romper da coligação governativa com a Liga Norte, o Movimento 5 Estrelas abriu negociações com o Partido Democrático (PD) com ambos os partidos a chegarem a acordo em setembro de 2019, formando um governo baseado nos valores do Europeísmo, Economia verde, Desenvolvimento sustentável, combate contra Desigualdade econômica e uma nova política de imigração. Giuseppe Conte era reconduzido no cargo de primeiro-ministro com o governo a incluir também o partido Livres e Iguais e a Italia Viva (IV), partido formado pelo antigo líder do PD e ex-primeiro-ministro Matteo Renzi.
Em janeiro de 2020, Itália foi um dos países mais atingidos pela epidemia do COVID-19. O governo de Conte foi o primeiro no mundo ocidental a implementar um lockdown nacional para travar a propagação do vírus. Apesar de imensamente apoiado pelas sondagens. o lockdown foi descrito como a maior supressão de direitos constitucionais na história da República da Itália.
O país iria passar por uma nova crise governativa quando, em janeiro de 2021, a Italia Viva de Renzi decidia romper com a coligação governativa e Conte demitia-se do cargo de primeiro-ministro após perder a maioria no Senado. Após Conte não conseguir formar uma nova coligação governativa, o presidente Mattarela decidiu convidar o antigo presidente do Banco Central Europeu, Mario Draghi, para formar um governo de unidade nacional que iria juntar tecnocratas e políticos da Liga, M5S, PD, Força Itália (FI), Italia Viva e Livres e Iguais, com apenas os nacionalistas dos Irmãos de Itália a ficarem de fora.
Sergio Mattarella, apesar de não se recandidatar para um segundo mandado, foi reeleito presidente de Itália nas eleições de 2022, após os partidos do governo terem pedido que se mantivesse no cargo em virtude de não haver um outro candidato viável ao cargo.
Durante o ano de 2022, começaram a crescer os rumores de que o Movimento 5 Estrelas iria romper com o governo de unidade nacional, incluindo alegações de que Draghi teria atacado Conte em privado e pedido a Beppe Grillo, fundador do Movimento, para o substituir. O eclodir da Guerra Russo-Ucraniana e a forte crise económica e energética tornaram o governo de unidade cada mais vez instável, com Conte, líder do M5S, a atacar fortemente o envio de armas à Ucrânia e a introdução de sanções contra a Rússia por parte do governo italiano. Estas posições de Conte levaram a uma divisão no M5S, com Luigi Di Maio, ministro dos Negócios Estrangeiros, a romper com o movimento e a criar um novo partido, de linha pró-europeísta: Juntos pelo Futuro.
Em julho de 2022, o M5S retiraria o seu apoio ao governo de unidade nacional, com a Liga Norte e a Força Itália a juntarem-se e não votarem numa moção de confiança no Senado, provocando a queda do governo Draghi. O presidente Mattarella aceitou o pedido de demissão de Mario Draghi, convocando eleições para 25 de setembro de 2022.

## Partidos concorrentes
A lista apresentada é a dos partidos mais relevantes e que detinham representação parlamentar aquando da sua dissolução:
| Coligação/Partido         | Coligação/Partido           | Coligação/Partido               | Coligação/Partido  | Líder                    | Ideologia                        | Espectro                  |
| ------------------------- | --------------------------- | ------------------------------- | ------------------ | ------------------------ | -------------------------------- | ------------------------- |
|                           |                             | Liga Norte                      | LN                 | Matteo Salvini           | Populismo de direita             | Direita/Extrema-direita   |
|                           | Força Itália                | FI                              | Silvio Berlusconi  | Conservadorismo liberal  | Centro-direita                   |                           |
|                           | Irmãos de Itália            | FdI                             | Giorgia Meloni     | Nacionalismo             | Direita/Extrema-direita          |                           |
|                           | Nós Moderados               | NM                              | Maurizio Lupi      | Democracia cristã        | Centro-direita                   |                           |
| Centro-direita            | Centro-direita              | CDX                             | Giorgia Meloni     | Conservadorismo          | Centro-direita a Extrema-direita |                           |
|                           |                             | Partido Democrático             | PD                 | Enrico Letta             | Social-democracia                | Centro-esquerda           |
|                           | Compromisso Cívico          | IC                              | Luigi Di Maio      | Centrismo                | Centro                           |                           |
|                           | Aliança Verde-Esquerda      | AVS                             | Angelo Bonelli     | Ecossocialismo           | Esquerda                         |                           |
|                           | Mais Europa                 | +E                              | Emma Bonino        | Liberalismo              | Centro/Centro-esquerda           |                           |
| Centro-esquerda           | Centro-esquerda             | CSX                             | Enrico Letta       | Social-democracia        | Centro a Esquerda                |                           |
|                           | Movimento 5 Estrelas        | Movimento 5 Estrelas            | M5S                | Giuseppe Conte           | Populismo                        | Sincretismo               |
|                           | Ação - Italia Viva          | Ação - Italia Viva              | A - IV             | Carlo Calenda            | Liberalismo                      | Centro                    |
|                           | Partido Popular Sul Tirolês | Partido Popular Sul Tirolês     | PPST               | Philipp Achammer         | Regionalismo                     | Centro-direita            |
|                           |                             | Partido da Refundação Comunista | PRC                | Maurizio Acerbo          | Comunismo                        | Esquerda/Extrema-esquerda |
|                           | Democracia e Autonomia      | DemA                            | Luigi De Magistris | Populismo de esquerda    | Esquerda                         |                           |
|                           | Poder para o Povo           | PaP                             | Giuliano Granato   | Populismo de esquerda    | Esquerda/Extrema-esquerda        |                           |
|                           | ManifestA                   | M                               | Liderança coletiva | Comunismo                | Extrema-esquerda                 |                           |
| União Popular             | União Popular               | UP                              | Luigi De Magistris | Populismo de esquerda    | Esquerda/Extrema-esquerda        |                           |
|                           | Italexit                    | Italexit                        | ITA                | Gianluigi Paragone       | Euroceticismo                    | Pega-tudo                 |
|                           |                             | Partido Comunista               | PC                 | Marco Rizzo              | Comunismo ortodoxo               | Extrema-esquerda          |
|                           | Ação Civil                  | AC                              | Antonio Ingroia    | Populismo de esquerda    | Esquerda                         |                           |
|                           | Reconquistar Itália         | RI                              | Stefano D'Andrea   | Euroceticismo            | Pega-tudo                        |                           |
|                           | Itália de Novo              | AI                              | Francesco Toscano  | Populismo                | Pega-tudo                        |                           |
|                           | Pátria Socialista           | PS                              | Igor Camilli       | Nacionalismo de esquerda | Esquerda                         |                           |
| Itália Soberana e Popular | Itália Soberana e Popular   | ISP                             | Marco Rizzo        | Populismo                | Pega-tudo                        |                           |
|                           | Nós de Centro - Europeístas | Nós de Centro - Europeístas     | NDC-Eu             | Clemente Mastella        | Democracia cristã                | Centro                    |
|                           |                             | Movimento 3V                    | M3V                | Luca Teodori             | Antivacina                       | Pega-tudo                 |
|                           | R2020                       | R20                             | Sara Cunial        | Ceticismo ao COVID-19    | Pega-tudo                        |                           |
|                           | Sentinelas da Constituição  | SdC                             | Edoardo Polacco    | Populismo                | Pega-tudo                        |                           |
| Vita                      | Vita                        | V                               | Sara Cunial        | Populismo                | Pega-tudo                        |                           |

## Resultados Oficiais

### Câmara dos Deputados

##### Método Proporcional
| Partido                 | Partido                              | Partido                              | Votos          | %               | +/-       | Deputados | +/-     |
| ----------------------- | ------------------------------------ | ------------------------------------ | -------------- | --------------- | --------- | --------- | ------- |
|                         |                                      | Irmãos de Itália                     | 7 302 517      | 26,00 / 100,00  | 21,65     | 69 / 245  | 50      |
|                         | Liga Norte                           | 2 464 005                            | 8,77 / 100,00  | 8,58            | 23 / 245  | 50        |         |
|                         | Força Itália                         | 2 278 217                            | 8,11 / 100,00  | 5,89            | 22 / 245  | 37        |         |
|                         | Nós Moderados                        | 255 505                              | 0,91 / 100,00  | Novo            | 0 / 245   | Novo      |         |
| Centro-direita          | Centro-direita                       | 12 300 244                           | 43,79 / 100,00 | 6,79            | 114 / 245 | 37        |         |
|                         |                                      | Partido Democrático                  | 5 356 180      | 19,07 / 100,00  | 0,31      | 57 / 245  | 29      |
|                         | Aliança Verde-Esquerda               | 1 018 669                            | 3,63 / 100,00  | Novo            | 11 / 245  | Novo      |         |
|                         | Mais Europa                          | 793 961                              | 2,83 / 100,00  | 0,27            | 0 / 245   | Estável   |         |
|                         | Compromisso Cívico                   | 169 165                              | 0,60 / 100,00  | Novo            | 0 / 245   | Novo      |         |
| Centro-esquerda         | Centro-esquerda                      | 7 337 975                            | 26,13 / 100,00 | 3,69            | 68 / 245  | 18        |         |
|                         | Movimento 5 Estrelas                 | Movimento 5 Estrelas                 | 4 333 972      | 15,43 / 100,00  | 17,25     | 41 / 245  | 92      |
|                         | Ação - Italia Viva                   | Ação - Italia Viva                   | 2 186 669      | 7,79 / 100,00   | Novo      | 21 / 245  | Novo    |
|                         | Italexit                             | Italexit                             | 534 579        | 1,90 / 100,00   | Novo      | 0 / 245   | Novo    |
|                         | União Popular                        | União Popular                        | 402 964        | 1,43 / 100,00   | 0,30      | 0 / 245   | Estável |
|                         | Itália Soberana e Popular            | Itália Soberana e Popular            | 348 097        | 1,24 / 100,00   | 0,91      | 0 / 245   | Estável |
|                         | Partido Popular Sul Tirolês          | Partido Popular Sul Tirolês          | 117 010        | 0,42 / 100,00   | 0,01      | 1 / 245   | 1       |
|                         | Outros partidos (com menos de 1,00%) | Outros partidos (com menos de 1,00%) | 526 272        | 1,87 / 100,00   |           | 0 / 245   |         |
| Votos Inválidos         | Votos Inválidos                      | Votos Inválidos                      | 1 312 718      | 4,47 / 100,00   | 0,14      |           |         |
| Total                   | Total                                | Total                                | 29 355 952     | 100,00 / 100,00 |           | 245 / 245 | 141     |
| Eleitorado/Participação | Eleitorado/Participação              | Eleitorado/Participação              | 46 021 956     | 63,79 / 100,00  | 9,15      |           |         |
| Fonte                   | Fonte                                | Fonte                                | [ 48 ]         | [ 48 ]          | [ 48 ]    | [ 48 ]    | [ 48 ]  |

#### Itália (excluindo Vale de Aosta)
| Partido                 | Partido                              | Partido                              | Votos      | %               | +/-    | Deputados | +/-     |
| ----------------------- | ------------------------------------ | ------------------------------------ | ---------- | --------------- | ------ | --------- | ------- |
|                         |                                      | Irmãos de Itália                     | 12 300 244 | 43,79 / 100,00  | 6,79   | 49 / 146  | 35      |
|                         | Liga Norte                           | 42 / 146                             | 12 300 244 | 43,79 / 100,00  | 6,79   | 7         |         |
|                         | Força Itália                         | 23 / 146                             | 12 300 244 | 43,79 / 100,00  | 6,79   | 23        |         |
|                         | Nós Moderados                        | 7 / 146                              | 12 300 244 | 43,79 / 100,00  | 6,79   | Novo      |         |
| Centro-direita          | Centro-direita                       | 121 / 146                            | 12 300 244 | 43,79 / 100,00  | 6,79   | 10        |         |
|                         |                                      | Partido Democrático                  | 7 337 975  | 26,13 / 100,00  | 3,69   | 8 / 146   | 13      |
|                         | Mais Europa                          | 2 / 146                              | 7 337 975  | 26,13 / 100,00  | 3,69   | Estável   |         |
|                         | Aliança Verde-Esquerda               | 1 / 146                              | 7 337 975  | 26,13 / 100,00  | 3,69   | Novo      |         |
|                         | Compromisso Cívico                   | 1 / 146                              | 7 337 975  | 26,13 / 100,00  | 3,69   | Novo      |         |
| Centro-esquerda         | Centro-esquerda                      | 12 / 146                             | 7 337 975  | 26,13 / 100,00  | 3,69   | 16        |         |
|                         | Movimento 5 Estrelas                 | Movimento 5 Estrelas                 | 4 333 972  | 15,43 / 100,00  | 17,25  | 10 / 146  | 82      |
|                         | Ação - Italia Viva                   | Ação - Italia Viva                   | 2 186 669  | 7,79 / 100,00   | Novo   | 0 / 146   | Novo    |
|                         | Italexit                             | Italexit                             | 534 579    | 1,90 / 100,00   | Novo   | 0 / 146   | Novo    |
|                         | União Popular                        | União Popular                        | 402 964    | 1,43 / 100,00   | 0,30   | 0 / 146   | Estável |
|                         | Itália Soberana e Popular            | Itália Soberana e Popular            | 348 097    | 1,24 / 100,00   | 0,91   | 0 / 146   | Estável |
|                         | O Sul Chama o Norte                  | O Sul Chama o Norte                  | 212 685    | 0,76 / 100,00   | Novo   | 1 / 146   | Novo    |
|                         | Partido Popular Sul Tirolês          | Partido Popular Sul Tirolês          | 117 010    | 0,42 / 100,00   | -      | 2 / 146   | -       |
|                         | Outros partidos (com menos de 1,00%) | Outros partidos (com menos de 1,00%) | 313 587    | 1,11 / 100,00   |        | 0 / 146   |         |
| Votos Inválidos         | Votos Inválidos                      | Votos Inválidos                      | 1 312 718  | 4,47 / 100,00   | 0,14   |           |         |
| Total                   | Total                                | Total                                | 29 355 952 | 100,00 / 100,00 |        | 146 / 146 | 85      |
| Eleitorado/Participação | Eleitorado/Participação              | Eleitorado/Participação              | 46 021 956 | 63,79 / 100,00  | 9,15   |           |         |
| Fonte                   | Fonte                                | Fonte                                | [ 48 ]     | [ 48 ]          | [ 48 ] | [ 48 ]    | [ 48 ]  |

#### Vale de Aosta
| Partido                 | Partido                              | Votos  | %               | +/-     | Deputados | +/-     |
| ----------------------- | ------------------------------------ | ------ | --------------- | ------- | --------- | ------- |
|                         | Vale de Aosta (UV-PD-A-IV)           | 20 763 | 38,63 / 100,00  | 16,89   | 1 / 1     | 1       |
|                         | Centro-direita (FI-LN-FdI-NM)        | 16 016 | 29,80 / 100,00  | 4,00    | 0 / 1     | Estável |
|                         | Renascimento                         | 6 398  | 11,90 / 100,00  | Novo    | 0 / 1     | Novo    |
|                         | Vale de Aosta Aberta (M5S-SI-AD-ADU) | 5 841  | 10,87 / 100,00  | 13,24   | 0 / 1     | 1       |
|                         | Itália Soberana e Popular            | 2 302  | 4,28 / 100,00   | Novo    | 0 / 1     | Novo    |
|                         | União Popular                        | 1 375  | 2,56 / 100,00   | Estável | 0 / 1     | Estável |
|                         | Partido Comunista Italiano           | 1 051  | 1,96 / 100,00   | Novo    | 0 / 1     | Novo    |
| Votos Inválidos         | Votos Inválidos                      | 5 740  | 9,65 / 100,00   | 1,89    |           |         |
| Total                   | Total                                | 59 490 | 100,00 / 100,00 |         | 1 / 1     |         |
| Eleitorado/Participação | Eleitorado/Participação              | 98 187 | 60,59 / 100,00  | 11,46   |           |         |
| Fonte                   | Fonte                                | [ 48 ] | [ 48 ]          | [ 48 ]  | [ 48 ]    | [ 48 ]  |

#### Emigração
| Partido                 | Partido                                            | Votos     | %               | +/-    | Deputados | +/-     |
| ----------------------- | -------------------------------------------------- | --------- | --------------- | ------ | --------- | ------- |
|                         | Partido Democrático                                | 305 759   | 28,20 / 100,00  | 1,75   | 4 / 8     | 1       |
|                         | Centro-direita (FI-LN-FdI)                         | 281 949   | 26,00 / 100,00  | 4,57   | 2 / 8     | 1       |
|                         | Movimento Associativo dos Italianos no Estrangeiro | 141 356   | 13,04 / 100,00  | 3,49   | 1 / 8     | Estável |
|                         | Movimento 5 Estrelas                               | 93 338    | 8,61 / 100,00   | 8,96   | 1 / 8     | Estável |
|                         | União Sul-Americana dos Emigrantes Italianos       | 73 241    | 6,75 / 100,00   | 0,67   | 0 / 8     | 1       |
|                         | Ação - Italia Viva                                 | 60 499    | 5,58 / 100,00   | Novo   | 0 / 8     | Novo    |
|                         | Aliança Verde-Esquerda                             | 52 994    | 4,89 / 100,00   | Novo   | 0 / 8     | Novo    |
|                         | Mais Europa                                        | 29 971    | 2,76 / 100,00   | 2,97   | 0 / 8     | 1       |
|                         | Movimento das Liberdades                           | 18 212    | 1,68 / 100,00   | Novo   | 0 / 8     | Novo    |
|                         | Itália do Sul                                      | 15 394    | 1,42 / 100,00   | Novo   | 0 / 8     | Novo    |
|                         | Compromisso Cívico                                 | 11 590    | 1,07 / 100,00   | Novo   | 0 / 8     | Novo    |
| Votos Inválidos         |                                                    |           |                 |        |           |         |
| Total                   | Total                                              | 1 084 303 | 100,00 / 100,00 |        | 8 / 8     | 4       |
| Eleitorado/Participação | Eleitorado/Participação                            | 4 743 980 | 22,86 / 100,00  | 6,98   |           |         |
| Fonte                   | Fonte                                              | [ 49 ]    | [ 49 ]          | [ 49 ] | [ 49 ]    | [ 49 ]  |

### Senado

#### Método Proporcional
| Partido                 | Partido                              | Partido                              | Votos          | %               | +/-      | Deputados | +/-     |
| ----------------------- | ------------------------------------ | ------------------------------------ | -------------- | --------------- | -------- | --------- | ------- |
|                         |                                      | Irmãos de Itália                     | 7 167 136      | 26,01 / 100,00  | 21,75    | 34 / 122  | 27      |
|                         | Liga Norte                           | 2 439 200                            | 8,85 / 100,00  | 8,76            | 13 / 122 | 24        |         |
|                         | Força Itália                         | 2 279 802                            | 8,27 / 100,00  | 6,16            | 9 / 122  | 24        |         |
|                         | Nós Moderados                        | 243 409                              | 0,88 / 100,00  | Novo            | 0 / 122  | Novo      |         |
| Centro-direita          | Centro-direita                       | 12 129 547                           | 44,02 / 100,00 | 6,52            | 56 / 122 | 21        |         |
|                         |                                      | Partido Democrático                  | 5 226 732      | 18,96 / 100,00  | 0,18     | 31 / 122  | 12      |
|                         | Aliança Verde-Esquerda               | 972 316                              | 3,53 / 100,00  | Novo            | 3 / 122  | Novo      |         |
|                         | Mais Europa                          | 809 676                              | 2,93 / 100,00  | 0,56            | 0 / 122  | Estável   |         |
|                         | Compromisso Cívico                   | 153 964                              | 0,56 / 100,00  | Novo            | 0 / 122  | Novo      |         |
| Centro-esquerda         | Centro-esquerda                      | 7 161 688                            | 25,99 / 100,00 | 3,42            | 34 / 122 | 9         |         |
|                         | Movimento 5 Estrelas                 | Movimento 5 Estrelas                 | 4 285 894      | 15,55 / 100,00  | 16,67    | 23 / 122  | 45      |
|                         | Ação - Italia Viva                   | Ação - Italia Viva                   | 2 131 310      | 7,73 / 100,00   | Novo     | 9 / 122   | Novo    |
|                         | Italexit                             | Italexit                             | 515 294        | 1,87 / 100,00   | Novo     | 0 / 122   | Novo    |
|                         | União Popular                        | União Popular                        | 374 051        | 1,36 / 100,00   | 0,30     | 0 / 122   | Estável |
|                         | Itália Soberana e Popular            | Itália Soberana e Popular            | 309 403        | 1,12 / 100,00   | 0,78     | 0 / 122   | Estável |
|                         | Outros partidos (com menos de 1,00%) | Outros partidos (com menos de 1,00%) | 647 123        | 2,37 / 100,00   |          | 0 / 122   |         |
| Votos Inválidos         | Votos Inválidos                      | Votos Inválidos                      | 1 306 598      | 4,54 / 100,00   | 0,06     |           |         |
| Total                   | Total                                | Total                                | 28 795 727     | 100,00 / 100,00 |          | 122 / 122 | 71      |
| Eleitorado/Participação | Eleitorado/Participação              | Eleitorado/Participação              | 45 210 950     | 63,69 / 100,00  | 9,32     |           |         |
| Fonte                   | Fonte                                | Fonte                                | [ 48 ]         | [ 48 ]          | [ 48 ]   | [ 48 ]    | [ 48 ]  |

#### Método Uninominal
| Partido                 | Partido                              | Partido                              | Votos      | %               | +/-    | Deputados | +/-     |
| ----------------------- | ------------------------------------ | ------------------------------------ | ---------- | --------------- | ------ | --------- | ------- |
|                         |                                      | Irmãos de Itália                     | 12 129 547 | 44,02 / 100,00  | 6,52   | 31 / 67   | 21      |
|                         | Liga Norte                           | 17 / 67                              | 12 129 547 | 44,02 / 100,00  | 6,52   | 3         |         |
|                         | Força Itália                         | 9 / 67                               | 12 129 547 | 44,02 / 100,00  | 6,52   | 13        |         |
|                         | Nós Moderados                        | 2 / 67                               | 12 129 547 | 44,02 / 100,00  | 6,52   | Novo      |         |
| Centro-direita          | Centro-direita                       | 59 / 67                              | 12 129 547 | 44,02 / 100,00  | 6,52   | 2         |         |
|                         |                                      | Partido Democrático                  | 7 161 688  | 25,99 / 100,00  | 3,42   | 6 / 67    | 2       |
|                         | Aliança Verde-Esquerda               | 1 / 67                               | 7 161 688  | 25,99 / 100,00  | 3,42   | Novo      |         |
|                         | Mais Europa                          | 0 / 67                               | 7 161 688  | 25,99 / 100,00  | 3,42   | Estável   |         |
|                         | Compromisso Cívico                   | 0 / 67                               | 7 161 688  | 25,99 / 100,00  | 3,42   | Novo      |         |
| Centro-esquerda         | Centro-esquerda                      | 7 / 67                               | 7 161 688  | 25,99 / 100,00  | 3,42   | 2         |         |
|                         | Movimento 5 Estrelas                 | Movimento 5 Estrelas                 | 4 285 894  | 15,55 / 100,00  | 16,67  | 5 / 67    | 40      |
|                         | Ação - Italia Viva                   | Ação - Italia Viva                   | 2 131 310  | 7,73 / 100,00   | Novo   | 0 / 67    | Novo    |
|                         | Italexit                             | Italexit                             | 515 294    | 1,87 / 100,00   | Novo   | 0 / 67    | Novo    |
|                         | União Popular                        | União Popular                        | 374 051    | 1,36 / 100,00   | 0,30   | 0 / 67    | Estável |
|                         | Itália Soberana e Popular            | Itália Soberana e Popular            | 309 403    | 1,12 / 100,00   | 0,78   | 0 / 67    | Estável |
|                         | O Sul Chama o Norte                  | O Sul Chama o Norte                  | 271 549    | 0,99 / 100,00   | Novo   | 1 / 146   | Novo    |
|                         | Outros partidos (com menos de 1,00%) | Outros partidos (com menos de 1,00%) | 375 574    | 1,38 / 100,00   |        | 0 / 146   |         |
| Votos Inválidos         | Votos Inválidos                      | Votos Inválidos                      | 1 306 598  | 4,54 / 100,00   | 0,06   |           |         |
| Total                   | Total                                | Total                                | 28 795 727 | 100,00 / 100,00 |        | 67 / 67   | 49      |
| Eleitorado/Participação | Eleitorado/Participação              | Eleitorado/Participação              | 45 210 950 | 63,69 / 100,00  | 9,32   |           |         |
| Fonte                   | Fonte                                | Fonte                                | [ 48 ]     | [ 48 ]          | [ 48 ] | [ 48 ]    | [ 48 ]  |

#### Trentino-Alto Ádige
| Partido                 | Partido                       | Votos   | %               | Deputados |
| ----------------------- | ----------------------------- | ------- | --------------- | --------- |
|                         | Centro-direita (FI-LN-FdI-NM) | 137 015 | 27,24 / 100,00  | 2 / 6     |
|                         | Partido Popular Sul Tirolês   | 116 003 | 23,06 / 100,00  | 2 / 6     |
|                         | CB-PD-AVS-+E-A - IV           | 100 602 | 20,00 / 100,00  | 1 / 6     |
|                         | Movimento 5 Estrelas          | 28 355  | 5,64 / 100,00   | 0 / 6     |
|                         | Centro-esquerda (PD-AVS-+E)   | 21 894  | 4,35 / 100,00   | 1 / 6     |
|                         | Vita                          | 17 876  | 3,55 / 100,00   | 0 / 6     |
|                         | Aliança Verde-Esquerda        | 17 574  | 3,49 / 100,00   | 0 / 6     |
|                         | Itália Soberana e Popular     | 15 252  | 3,03 / 100,00   | 0 / 6     |
|                         | Die Freiheitlichen            | 14 479  | 2,88 / 100,00   | 0 / 6     |
|                         | Team Köllensperger            | 11 157  | 2,22 / 100,00   | 0 / 6     |
|                         | Partido Democrático           | 9 612   | 1,91 / 100,00   | 0 / 6     |
|                         | Ação - Italia Viva            | 6 782   | 1,35 / 100,00   | 0 / 6     |
|                         | União Popular                 | 6 353   | 1,26 / 100,00   | 0 / 6     |
| Votos Inválidos         | Votos Inválidos               | 32 625  | 6,09 / 100,00   |           |
| Total                   | Total                         | 502 954 | 100,00 / 100,00 | 6 / 6     |
| Eleitorado/Participação | Eleitorado/Participação       | 811 006 | 66,04 / 100,00  |           |
| Fonte                   | Fonte                         | [ 49 ]  | [ 49 ]          | [ 49 ]    |

#### Vale de Aosta
| Partido                 | Partido                              | Votos  | %               | +/-    | Deputados | +/-     |
| ----------------------- | ------------------------------------ | ------ | --------------- | ------ | --------- | ------- |
|                         | Centro-direita (FI-LN-FdI-NM)        | 18 509 | 34,05 / 100,00  | 7,85   | 1 / 1     | 1       |
|                         | Vale de Aosta (UV-PD-A-IV)           | 18 282 | 33,63 / 100,00  | 7,87   | 0 / 1     | 1       |
|                         | Pela Autonomia                       | 7 272  | 13,38 / 100,00  | Novo   | 0 / 1     | Novo    |
|                         | Vale de Aosta Aberta (M5S-SI-AD-ADU) | 5 448  | 10,02 / 100,00  | 13,23  | 0 / 1     | Estável |
|                         | Itália Soberana e Popular            | 1 569  | 2,89 / 100,00   | Novo   | 0 / 1     | Novo    |
|                         | União Popular                        | 1 311  | 2,41 / 100,00   | 0,32   | 0 / 1     | Estável |
|                         | Partido Comunista Italiano           | 1 051  | 1,93 / 100,00   | Novo   | 0 / 1     | Novo    |
|                         | Vita                                 | 917    | 1,69 / 100,00   | Novo   | 0 / 1     | Novo    |
| Votos Inválidos         | Votos Inválidos                      | 5 131  | 8,62 / 100,00   | 1,52   |           |         |
| Total                   | Total                                | 59 490 | 100,00 / 100,00 |        | 1 / 1     |         |
| Eleitorado/Participação | Eleitorado/Participação              | 98 187 | 60,59 / 100,00  | 11,81  |           |         |
| Fonte                   | Fonte                                | [ 49 ] | [ 49 ]          | [ 49 ] | [ 49 ]    | [ 49 ]  |

#### Emigração
| Partido                 | Partido                                            | Votos     | %               | +/-    | Deputados | +/-     |
| ----------------------- | -------------------------------------------------- | --------- | --------------- | ------ | --------- | ------- |
|                         | Partido Democrático                                | 370 262   | 33,98 / 100,00  | 6,90   | 3 / 4     | 1       |
|                         | Centro-direita (FI-LN-FdI)                         | 294 712   | 27,05 / 100,00  | 5,07   | 0 / 4     | 2       |
|                         | Movimento Associativo dos Italianos no Estrangeiro | 138 758   | 12,73 / 100,00  | 1,99   | 1 / 4     | Estável |
|                         | Movimento 5 Estrelas                               | 101 794   | 9,34 / 100,00   | 8,36   | 0 / 4     | Estável |
|                         | Ação - Italia Viva                                 | 76 070    | 6,98 / 100,00   | Novo   | 0 / 4     | Novo    |
|                         | União Sul-Americana dos Emigrantes Italianos       | 55 875    | 5,13 / 100,00   | 1,48   | 0 / 4     | 1       |
|                         | Movimento das Liberdades                           | 23 357    | 2,14 / 100,00   | Novo   | 0 / 4     | Novo    |
|                         | Itália do Sul                                      | 14 632    | 1,34 / 100,00   | Novo   | 0 / 4     | Novo    |
|                         | Compromisso Cívico                                 | 14 229    | 1,31 / 100,00   | Novo   | 0 / 4     | Novo    |
| Votos Inválidos         |                                                    |           |                 |        |           |         |
| Total                   | Total                                              | 1 089 689 | 100,00 / 100,00 |        | 4 / 4     | 2       |
| Eleitorado/Participação | Eleitorado/Participação                            | 4 743 980 | 22,97 / 100,00  | 7,30   |           |         |
| Fonte                   | Fonte                                              | [ 49 ]    | [ 49 ]          | [ 49 ] | [ 49 ]    | [ 49 ]  |

### Total
| Partido         | Partido                                            | Partido                                            | Deputados | +/-       | Senadores | +/-     |
| --------------- | -------------------------------------------------- | -------------------------------------------------- | --------- | --------- | --------- | ------- |
|                 |                                                    | Irmãos de Itália                                   | 119 / 400 | 87        | 65 / 200  | 47      |
|                 | Liga Norte                                         | 66 / 400                                           | 59        | 30 / 200  | 28        |         |
|                 | Força Itália                                       | 45 / 400                                           | 59        | 18 / 200  | 39        |         |
|                 | Nós Moderados                                      | 7 / 400                                            | Novo      | 2 / 200   | Novo      |         |
| Centro-direita  | Centro-direita                                     | 237 / 400                                          | 28        | 115 / 200 | 25        |         |
|                 |                                                    | Partido Democrático                                | 69 / 400  | 43        | 40 / 200  | 13      |
|                 | Aliança Verde-Esquerda                             | 12 / 400                                           | Novo      | 4 / 200   | Novo      |         |
|                 | Mais Europa                                        | 2 / 400                                            | 1         | 0 / 200   | 1         |         |
|                 | Compromisso Cívico                                 | 1 / 400                                            | Novo      | 0 / 200   | Novo      |         |
|                 | Vale de Aosta                                      | 1 / 400                                            | 1         | 0 / 200   | 1         |         |
| Centro-esquerda | Centro-esquerda                                    | 85 / 400                                           | 33        | 44 / 200  | 16        |         |
|                 | Movimento 5 Estrelas                               | Movimento 5 Estrelas                               | 52 / 400  | 175       | 28 / 200  | 84      |
|                 | Ação - Italia Viva                                 | Ação - Italia Viva                                 | 21 / 400  | Novo      | 9 / 200   | Novo    |
|                 | Partido Popular Sul Tirolês                        | Partido Popular Sul Tirolês                        | 3 / 400   | 1         | 2 / 200   | 1       |
|                 | O Sul Chama o Norte                                | O Sul Chama o Norte                                | 1 / 400   | Novo      | 1 / 200   | Novo    |
|                 | Movimento Associativo dos Italianos no Estrangeiro | Movimento Associativo dos Italianos no Estrangeiro | 1 / 400   | Estável   | 1 / 200   | Estável |
| Total           | Total                                              | Total                                              | 400 / 400 |           | 200 / 200 |         |

### Resultados por Distrito Eleitoral

#### Câmara dos Deputados - Método Proporcional
(Os resultados referem-se a partidos com mais de 1,00% dos votos)
| Distrito Eleitoral  | %     | D   | %     | D  | %     | D   | %     | D  | %     | D  | %     | D    | %    | D   | %    | D  | %    | D   | %    | D  | %    | D   | %     | D   | D   | Votantes   |
| Distrito Eleitoral  | FdI   | FdI | PD    | PD | M5S   | M5S | LN    | LN | FI    | FI | A-IV  | A-IV | AVS  | AVS | ME   | ME | IEX  | IEX | UP   | UP | ISP  | ISP | SVP   | SVP | D   | Votantes   |
| ------------------- | ----- | --- | ----- | -- | ----- | --- | ----- | -- | ----- | -- | ----- | ---- | ---- | --- | ---- | -- | ---- | --- | ---- | -- | ---- | --- | ----- | --- | --- | ---------- |
| Distrito Eleitoral  |       |     |       |    |       |     |       |    |       |    |       |      |      |     |      |    |      |     |      |    |      |     |       |     | D   | Votantes   |
| Abruzzo             | 27,89 | 2   | 16,63 | 1  | 18,45 | 1   | 8,05  | -  | 11,10 | 1  | 6,28  | 1    | 2,71 | -   | 1,97 | -  | 1,84 | -   | 1,72 | -  | 1,11 | -   | -     | -   | 6   | 657 134    |
| Basilicata          | 18,16 | 1   | 15,20 | 1  | 25,00 | 1   | 8,98  | -  | 9,36  | -  | 9,76  | -    | 3,41 | -   | 2,09 | -  | 1,44 | -   | 1,48 | -  | 1,08 | -   | -     | -   | 3   | 262 520    |
| Calábria            | 18,97 | 2   | 14,36 | 1  | 29,38 | 3   | 5,79  | 1  | 15,60 | 1  | 4,14  | -    | 1,81 | -   | 1,09 | -  | 1,40 | -   | 2,27 | -  | 1,19 | -   | -     | -   | 8   | 760 354    |
| Campania 1          | 13,84 | 2   | 14,42 | 2  | 41,36 | 6   | 2,88  | -  | 9,54  | 1  | 5,37  | 1    | 3,07 | 1   | 2,07 | -  | 1,10 | -   | 2,60 | -  | 0,70 | -   | -     | -   | 13  | 1 208 233  |
| Campania 2          | 21,14 | 2   | 16,86 | 2  | 27,58 | 3   | 6,03  | 1  | 9,85  | 1  | 5,06  | 1    | 2,43 | 1   | 1,97 | -  | 1,15 | -   | 1,47 | -  | 0,81 | -   | -     | -   | 11  | 1 194 845  |
| Emília-Romanha      | 25,02 | 5   | 28,10 | 6  | 9,91  | 2   | 7,52  | 1  | 5,83  | 1  | 8,55  | 2    | 4,32 | 1   | 3,16 | -  | 1,94 | -   | 1,40 | -  | 1,43 | -   | -     | -   | 18  | 2 395 364  |
| Friul-Veneza Júlia  | 31,30 | 2   | 18,40 | 1  | 7,19  | -   | 10,95 | 1  | 6,69  | -  | 8,72  | 1    | 3,72 | -   | 3,26 | -  | 3,20 | -   | 1,31 | -  | 1,93 | -   | -     | -   | 5   | 619 940    |
| Lazio 1             | 29,94 | 4   | 21,52 | 4  | 14,76 | 2   | 4,98  | 1  | 5,20  | 1  | 9,42  | 2    | 4,39 | 1   | 3,44 | -  | 1,55 | -   | 1,83 | -  | 1,27 | -   | -     | -   | 15  | 1 842 622  |
| Lazio 2             | 33,71 | 2   | 14,93 | 2  | 15,47 | 1   | 8,90  | 1  | 10,14 | 1  | 6,23  | -    | 2,81 | -   | 2,02 | -  | 1,90 | -   | 1,51 | -  | 1,36 | -   | -     | -   | 7   | 938 898    |
| Liguria             | 24,26 | 2   | 22,67 | 2  | 12,74 | 1   | 9,28  | 1  | 6,42  | -  | 7,37  | -    | 4,37 | -   | 3,37 | -  | 2,60 | -   | 1,74 | -  | 1,64 | -   | -     | -   | 6   | 766 987    |
| Lombardia 1         | 24,88 | 5   | 21,80 | 4  | 8,89  | 1   | 9,98  | 2  | 7,40  | 1  | 11,78 | 2    | 4,65 | 1   | 4,25 | -  | 1,80 | -   | 1,31 | -  | 1,11 | -   | -     | -   | 16  | 2 066 014  |
| Lombardia 2         | 30,28 | 3   | 15,97 | 1  | 6,60  | -   | 15,61 | 2  | 8,30  | 1  | 9,98  | 1    | 3,42 | 1   | 3,42 | -  | 2,01 | -   | 0,93 | -  | 1,13 | -   | -     | -   | 9   | 1 127 070  |
| Lombardia 3         | 31,45 | 3   | 16,80 | 2  | 5,79  | -   | 16,36 | 2  | 7,85  | 1  | 9,69  | 1    | 3,36 | -   | 2,91 | -  | 1,68 | -   | 1,06 | -  | 0,96 | -   | -     | -   | 9   | 1 214 390  |
| Lombardia 4         | 30,83 | 2   | 19,22 | 2  | 7,60  | -   | 13,80 | 1  | 8,46  | 1  | 8,06  | 1    | 2,90 | -   | 2,73 | -  | 2,04 | -   | 1,08 | -  | 1,05 | -   | -     | -   | 7   | 852 663    |
| Marche              | 29,14 | 2   | 20,37 | 2  | 13,59 | 1   | 7,92  | 1  | 6,79  | -  | 7,40  | -    | 3,33 | -   | 2,51 | -  | 2,63 | -   | 1,37 | -  | 1,41 | -   | -     | -   | 6   | 797 054    |
| Molise              | 21,37 | 1   | 18,13 | -  | 24,32 | -   | 8,54  | -  | 11,37 | -  | 4,83  | -    | 2,95 | -   | 1,58 | -  | -    | -   | 1,78 | -  | 1,65 | -   | -     | -   | 1   | 138 087    |
| Piemonte 1          | 23,87 | 2   | 22,06 | 3  | 12,48 | 1   | 8,55  | 1  | 6,84  | 1  | 9,05  | 1    | 4,93 | 1   | 4,57 | -  | 2,40 | -   | 1,66 | -  | 1,56 | -   | -     | -   | 10  | 1 139 749  |
| Piemonte 2          | 30,40 | 3   | 17,69 | 2  | 8,11  | 1   | 12,98 | 1  | 9,03  | 1  | 8,65  | 1    | 3,10 | -   | 3,55 | -  | 2,62 | -   | 1,14 | -  | 1,63 | -   | -     | -   | 9   | 1 063 448  |
| Puglia              | 23,57 | 4   | 16,83 | 3  | 27,96 | 5   | 5,27  | 1  | 11,45 | 2  | 4,82  | 1    | 3,04 | 1   | 1,92 | -  | 1,46 | -   | 1,12 | -  | 1,08 | -   | -     | -   | 17  | 1 819 787  |
| Sardenha            | 23,59 | 2   | 18,68 | 1  | 21,80 | 2   | 6,28  | -  | 8,56  | 1  | 4,61  | -    | 5,13 | 1   | 2,25 | -  | 2,43 | -   | 1,57 | -  | 1,54 | -   | -     | -   | 7   | 1 342 551  |
| Sicília 1           | 17,88 | 2   | 12,22 | 2  | 30,75 | 3   | 4,71  | -  | 11,57 | 1  | 5,68  | 1    | 2,11 | -   | 1,84 | -  | 1,55 | -   | 0,89 | -  | 1,11 | -   | -     | -   | 9   | 1 009 046  |
| Sicília 2           | 20,10 | 3   | 11,56 | 2  | 25,98 | 3   | 5,37  | 1  | 10,90 | 1  | 4,63  | 1    | 2,03 | -   | 1,63 | -  | 1,89 | -   | 0,99 | -  | 1,02 | -   | -     | -   | 11  | 1 196 984  |
| Toscânia            | 25,95 | 4   | 26,39 | 5  | 11,14 | 2   | 6,57  | 1  | 5,58  | 1  | 9,40  | 1    | 4,93 | 1   | 2,90 | -  | 1,72 | -   | 2,24 | -  | 1,55 | -   | -     | -   | 15  | 1 961 281  |
| Trentino-Alto Ádige | 18,76 | 1   | 17,10 | 1  | 5,02  | -   | 8,53  | -  | 3,35  | -  | 6,07  | -    | 5,86 | -   | 2,95 | -  | 1,73 | -   | 0,86 | -  | 1,27 | -   | 23,15 | 1   | 3   | 535 594    |
| Umbria              | 30,82 | 1   | 20,89 | 1  | 12,66 | 1   | 7,75  | -  | 6,83  | 1  | 8,17  | -    | 3,54 | -   | 2,10 | -  | 1,81 | -   | 1,25 | -  | 1,37 | -   | -     | -   | 4   | 455 740    |
| Veneto 1            | 32,06 | 3   | 16,80 | 2  | 6,03  | -   | 14,42 | 1  | 6,25  | 1  | 8,07  | -    | 3,55 | -   | 3,17 | -  | 2,46 | -   | 1,02 | -  | 1,17 | -   | -     | -   | 8   | 1 015 657  |
| Veneto 2            | 33,11 | 4   | 15,96 | 2  | 5,70  | 1   | 14,61 | 2  | 7,42  | 1  | 8,59  | -    | 3,18 | 1   | 3,01 | -  | 2,51 | -   | 0,96 | -  | 1,07 | -   | -     | -   | 12  | 1 600 342  |
| Itália              | 26,00 | 69  | 19,07 | 57 | 15,43 | 41  | 8,77  | 23 | 8,11  | 22 | 7,79  | 21   | 3,63 | 11  | 2,83 | -  | 1,90 | -   | 1,43 | -  | 1,24 | -   | 0,42  | -   | 245 | 29 355 952 |

#### Câmara dos Deputados - Método Uninominal
| Distrito Eleitoral       | Partido Vencedor | Partido Vencedor                         | %              |
| ------------------------ | ---------------- | ---------------------------------------- | -------------- |
| Abruzo 01                |                  | Centro-direita - Liga Norte              | 45,90 / 100,00 |
| Abruzzo 02               |                  | Centro-direita - Irmãos de Itália        | 45,94 / 100,00 |
| Abruzzo 03               |                  | Centro-direita - Irmãos de Itália        | 51,49 / 100,00 |
| Basilicata 01            |                  | Centro-direita - Irmãos de Itália        | 38,31 / 100,00 |
| Calabria 01              |                  | Centro-direita - Liga Norte              | 38,12 / 100,00 |
| Calabria 02              |                  | Movimento 5 Estrelas                     | 36,61 / 100,00 |
| Calabria 03              |                  | Centro-direita - Irmãos de Itália        | 39,15 / 100,00 |
| Calabria 04              |                  | Centro-direita - Força Itália            | 48,81 / 100,00 |
| Calabria 05              |                  | Centro-direita - Força Itália            | 47,60 / 100,00 |
| Campania 1 01            |                  | Movimento 5 Estrelas                     | 42,58 / 100,00 |
| Campania 1 02            |                  | Movimento 5 Estrelas                     | 39,72 / 100,00 |
| Campania 1 03            |                  | Movimento 5 Estrelas                     | 45,49 / 100,00 |
| Campania 1 04            |                  | Movimento 5 Estrelas                     | 47,20 / 100,00 |
| Campania 1 05            |                  | Movimento 5 Estrelas                     | 43,69 / 100,00 |
| Campania 1 06            |                  | Movimento 5 Estrelas                     | 34,78 / 100,00 |
| Campania 1 07            |                  | Movimento 5 Estrelas                     | 34,26 / 100,00 |
| Campania 2 01            |                  | Centro-direita - Irmãos de Itália        | 39,00 / 100,00 |
| Campania 2 02            |                  | Centro-direita - Irmãos de Itália        | 35,32 / 100,00 |
| Campania 2 03            |                  | Centro-direita - Força Itália            | 36,94 / 100,00 |
| Campania 2 04            |                  | Centro-direita - Irmãos de Itália        | 32,91 / 100,00 |
| Campania 2 05            |                  | Centro-direita - Irmãos de Itália        | 38,94 / 100,00 |
| Campania 2 06            |                  | Centro-direita - Nós Moderados           | 36,25 / 100,00 |
| Campania 2 07            |                  | Centro-direita - Liga Norte              | 46,74 / 100,00 |
| Emilia-Romanha 01        |                  | Centro-direita - Irmãos de Itália        | 52,53 / 100,00 |
| Emilia-Romanha 02        |                  | Centro-direita - Liga Norte              | 43,03 / 100,00 |
| Emilia-Romanha 03        |                  | Centro-esquerda - Partido Democrático    | 39,62 / 100,00 |
| Emilia-Romanha 04        |                  | Centro-direita - Irmãos de Itália        | 37,44 / 100,00 |
| Emilia-Romanha 05        |                  | Centro-esquerda - Aliança Verde-Esquerda | 38,34 / 100,00 |
| Emilia-Romanha 06        |                  | Centro-esquerda - Partido Democrático    | 45,48 / 100,00 |
| Emilia-Romanha 07        |                  | Centro-esquerda - Partido Democrático    | 37,82 / 100,00 |
| Emilia-Romanha 08        |                  | Centro-direita - Irmãos de Itália        | 37,32 / 100,00 |
| Emilia-Romanha 09        |                  | Centro-direita - Irmãos de Itália        | 47,72 / 100,00 |
| Emilia-Romanha 10        |                  | Centro-direita - Força Itália            | 40,37 / 100,00 |
| Emilia-Romanha 11        |                  | Centro-direita - Liga Norte              | 42,95 / 100,00 |
| Friuli-Veneza Giulia 01  |                  | Centro-direita - Liga Norte              | 55,01 / 100,00 |
| Friuli-Veneza Giulia 02  |                  | Centro-direita - Irmãos de Itália        | 51,55 / 100,00 |
| Friuli-Veneza Giulia 03  |                  | Centro-direita - Liga Norte              | 42,26 / 100,00 |
| Lazio 1 01               |                  | Centro-esquerda - Partido Democrático    | 38,46 / 100,00 |
| Lazio 1 02               |                  | Centro-direita - Liga Norte              | 35,89 / 100,00 |
| Lazio 1 03               |                  | Centro-direita - Irmãos de Itália        | 43,15 / 100,00 |
| Lazio 1 04               |                  | Centro-esquerda - Partido Democrático    | 35,06 / 100,00 |
| Lazio 1 05               |                  | Centro-direita - Força Itália            | 39,83 / 100,00 |
| Lazio 1 06               |                  | Centro-direita - Força Itália            | 38,51 / 100,00 |
| Lazio 1 07               |                  | Centro-direita - Liga Norte              | 41,96 / 100,00 |
| Lazio 1 08               |                  | Centro-direita - Força Itália            | 48,94 / 100,00 |
| Lazio 1 09               |                  | Centro-direita - Irmãos de Itália        | 50,71 / 100,00 |
| Lazio 2 01               |                  | Centro-direita - Irmãos de Itália        | 52,81 / 100,00 |
| Lazio 2 02               |                  | Centro-direita - Irmãos de Itália        | 50,99 / 100,00 |
| Lazio 2 03               |                  | Centro-direita - Irmãos de Itália        | 54,51 / 100,00 |
| Lazio 2 04               |                  | Centro-direita - Irmãos de Itália        | 54,54 / 100,00 |
| Lazio 2 05               |                  | Centro-direita - Liga Norte              | 54,00 / 100,00 |
| Liguria 01               |                  | Centro-direita - Liga Norte              | 50,16 / 100,00 |
| Liguria 02               |                  | Centro-direita - Nós Moderados           | 37,49 / 100,00 |
| Liguria 03               |                  | Centro-esquerda - Partido Democrático    | 36,04 / 100,00 |
| Liguria 04               |                  | Centro-direita - Força Itália            | 44,49 / 100,00 |
| Lombardia 1 01           |                  | Centro-direita - Irmãos de Itália        | 46,46 / 100,00 |
| Lombardia 1 02           |                  | Centro-direita - Liga Norte              | 54,08 / 100,00 |
| Lombardia 1 03           |                  | Centro-direita - Irmãos de Itália        | 43,82 / 100,00 |
| Lombardia 1 04           |                  | Centro-direita - Irmãos de Itália        | 48,68 / 100,00 |
| Lombardia 1 05           |                  | Centro-direita - Liga Norte              | 50,90 / 100,00 |
| Lombardia 1 06           |                  | Centro-direita - Irmãos de Itália        | 43,68 / 100,00 |
| Lombardia 1 07           |                  | Centro-esquerda - Compromisso Cívico     | 38,44 / 100,00 |
| Lombardia 1 08           |                  | Centro-direita - Força Itália            | 37,01 / 100,00 |
| Lombardia 1 09           |                  | Centro-esquerda - Mais Europa            | 37,85 / 100,00 |
| Lombardia 2 01           |                  | Centro-direita - Irmãos de Itália        | 53,96 / 100,00 |
| Lombardia 2 02           |                  | Centro-direita - Liga Norte              | 53,44 / 100,00 |
| Lombardia 2 03           |                  | Centro-direita - Liga Norte              | 53,64 / 100,00 |
| Lombardia 2 04           |                  | Centro-direita - Liga Norte              | 61,85 / 100,00 |
| Lombardia 2 05           |                  | Centro-direita - Nós Moderados           | 54,80 / 100,00 |
| Lombardia 3 01           |                  | Centro-direita - Força Itália            | 59,71 / 100,00 |
| Lombardia 3 02           |                  | Centro-direita - Liga Norte              | 52,97 / 100,00 |
| Lombardia 3 03           |                  | Centro-direita - Liga Norte              | 61,76 / 100,00 |
| Lombardia 3 04           |                  | Centro-direita - Força Itália            | 48,89 / 100,00 |
| Lombardia 3 05           |                  | Centro-direita - Irmãos de Itália        | 60,44 / 100,00 |
| Lombardia 4 01           |                  | Centro-direita - Força Itália            | 54,79 / 100,00 |
| Lombardia 4 02           |                  | Centro-direita - Irmãos de Itália        | 53,95 / 100,00 |
| Lombardia 4 03           |                  | Centro-direita - Liga Norte              | 55,90 / 100,00 |
| Lombardia 4 04           |                  | Centro-direita - Liga Norte              | 50,42 / 100,00 |
| Marche 01                |                  | Centro-direita - Força Itália            | 47,66 / 100,00 |
| Marche 02                |                  | Centro-direita - Liga Norte              | 49,05 / 100,00 |
| Marche 03                |                  | Centro-direita - Irmãos de Itália        | 38,65 / 100,00 |
| Marche 04                |                  | Centro-direita - Liga Norte              | 44,21 / 100,00 |
| Molise 01                |                  | Centro-direita - Nós Moderados           | 42,90 / 100,00 |
| Piemonte 1 01            |                  | Centro-esquerda - Mais Europa            | 39,77 / 100,00 |
| Piemonte 1 02            |                  | Centro-direita - Irmãos de Itália        | 35,98 / 100,00 |
| Piemonte 1 03            |                  | Centro-direita - Liga Norte              | 39,94 / 100,00 |
| Piemonte 1 04            |                  | Centro-direita - Liga Norte              | 47,15 / 100,00 |
| Piemonte 1 05            |                  | Centro-direita - Força Itália            | 42,50 / 100,00 |
| Piemonte 2 01            |                  | Centro-direita - Liga Norte              | 52,52 / 100,00 |
| Piemonte 2 02            |                  | Centro-direita - Liga Norte              | 52,66 / 100,00 |
| Piemonte 2 03            |                  | Centro-direita - Irmãos de Itália        | 53,85 / 100,00 |
| Piemonte 2 04            |                  | Centro-direita - Irmãos de Itália        | 53,08 / 100,00 |
| Piemonte 2 05            |                  | Centro-direita - Irmãos de Itália        | 53,39 / 100,00 |
| Puglia 01                |                  | Movimento 5 Estrelas                     | 41,33 / 100,00 |
| Puglia 02                |                  | Centro-direita - Força Itália            | 39,88 / 100,00 |
| Puglia 03                |                  | Centro-direita - Irmãos de Itália        | 40,83 / 100,00 |
| Puglia 04                |                  | Centro-direita - Força Itália            | 40,52 / 100,00 |
| Puglia 05                |                  | Centro-direita - Liga Norte              | 36,57 / 100,00 |
| Puglia 06                |                  | Centro-direita - Liga Norte              | 43,85 / 100,00 |
| Puglia 07                |                  | Centro-direita - Irmãos de Itália        | 44,09 / 100,00 |
| Puglia 08                |                  | Centro-direita - Força Itália            | 40,69 / 100,00 |
| Puglia 09                |                  | Centro-direita - Irmãos de Itália        | 43,33 / 100,00 |
| Puglia 10                |                  | Centro-direita - Nós Moderados           | 45,26 / 100,00 |
| Sardenha 01              |                  | Centro-direita - Força Itália            | 38,11 / 100,00 |
| Sardenha 02              |                  | Centro-direita - Irmãos de Itália        | 42,37 / 100,00 |
| Sardenha 03              |                  | Centro-direita - Irmãos de Itália        | 41,03 / 100,00 |
| Sardenha 04              |                  | Centro-direita - Liga Norte              | 41,16 / 100,00 |
| Sicília 1 01             |                  | Movimento 5 Estrelas                     | 35,86 / 100,00 |
| Sicília 1 02             |                  | Centro-direita - Irmãos de Itália        | 36,10 / 100,00 |
| Sicília 1 03             |                  | Centro-direita - Nós Moderados           | 38,71 / 100,00 |
| Sicília 1 04             |                  | Centro-direita - Força Itália            | 35,09 / 100,00 |
| Sicília 1 05             |                  | Centro-direita - Irmãos de Itália        | 37,83 / 100,00 |
| Sicília 1 06             |                  | Centro-direita - Força Itália            | 35,97 / 100,00 |
| Sicília 2 01             |                  | Centro-direita - Liga Norte              | 41,38 / 100,00 |
| Sicília 2 02             |                  | Centro-direita - Liga Norte              | 36,11 / 100,00 |
| Sicília 2 03             |                  | Centro-direita - Irmãos de Itália        | 40,84 / 100,00 |
| Sicília 2 04             |                  | Centro-direita - Irmãos de Itália        | 39,31 / 100,00 |
| Sicília 2 05             |                  | Centro-direita - Irmãos de Itália        | 35,33 / 100,00 |
| Sicília 2 06             |                  | O Sul Chama o Norte                      | 32,25 / 100,00 |
| Toscana 01               |                  | Centro-direita - Irmãos de Itália        | 40,73 / 100,00 |
| Toscana 02               |                  | Centro-direita - Liga Norte              | 44,86 / 100,00 |
| Toscana 03               |                  | Centro-direita - Irmãos de Itália        | 46,82 / 100,00 |
| Toscana 04               |                  | Centro-direita - Liga Norte              | 40,06 / 100,00 |
| Toscana 05               |                  | Centro-direita - Força Itália            | 35,91 / 100,00 |
| Toscana 06               |                  | Centro-direita - Força Itália            | 40,24 / 100,00 |
| Toscana 07               |                  | Centro-esquerda - Partido Democrático    | 42,60 / 100,00 |
| Toscana 08               |                  | Centro-esquerda - Partido Democrático    | 41,01 / 100,00 |
| Toscana 09               |                  | Centro-direita - Liga Norte              | 42,90 / 100,00 |
| Trentino - Alto Ádige 01 |                  | Centro-direita - Irmãos de Itália        | 40,92 / 100,00 |
| Trentino - Alto Ádige 02 |                  | Centro-direita - Liga Norte              | 42,59 / 100,00 |
| Trentino - Alto Ádige 03 |                  | Partido Popular Sul Tirolês              | 32,94 / 100,00 |
| Trentino - Alto Ádige 04 |                  | Partido Popular Sul Tirolês              | 57,41 / 100,00 |
| Umbria 01                |                  | Centro-direita - Força Itália            | 46,98 / 100,00 |
| Umbria 02                |                  | Centro-direita - Liga Norte              | 44,70 / 100,00 |
| Vale de Aosta            |                  | Centro-esquerda - Vale de Aosta          | 38,63 / 100,00 |
| Veneto 1 01              |                  | Centro-direita - Nós Moderados           | 50,30 / 100,00 |
| Veneto 1 02              |                  | Centro-direita - Liga Norte              | 53,49 / 100,00 |
| Veneto 1 03              |                  | Centro-direita - Irmãos de Itália        | 56,24 / 100,00 |
| Veneto 1 04              |                  | Centro-direita - Liga Norte              | 62,55 / 100,00 |
| Veneto 1 05              |                  | Centro-direita - Liga Norte              | 54,98 / 100,00 |
| Veneto 2 01              |                  | Centro-direita - Liga Norte              | 60,56 / 100,00 |
| Veneto 2 02              |                  | Centro-direita - Liga Norte              | 59,14 / 100,00 |
| Veneto 2 03              |                  | Centro-direita - Irmãos de Itália        | 47,63 / 100,00 |
| Veneto 2 04              |                  | Centro-direita - Irmãos de Itália        | 57,43 / 100,00 |
| Veneto 2 05              |                  | Centro-direita - Irmãos de Itália        | 56,27 / 100,00 |
| Veneto 2 06              |                  | Centro-direita - Liga Norte              | 53,60 / 100,00 |
| Veneto 2 07              |                  | Centro-direita - Irmãos de Itália        | 64,42 / 100,00 |